# Kap-Buschfische
Die Kap-Buschfische (Sandelia) sind eine Süßwasserfischgattung aus der Familie der Kletterfische und Buschfische (Anabantidae). Die Gattung kommt mit zwei Arten ausschließlich in Südafrika vor.
Sandelia bainsii kommt in den Flüssen der Provinz Ostkap u. a. im Kowie River, Great Fish River, Keiskamma River und Nahoon River vor. Das Verbreitungsgebiet der zweiten Art, Sandelia capensis, beginnt im Westen bei der Elands Bay und erstreckt sich über das Westkap bis zum Coega River der bei Port Elizabeth in den Ozean mündet. In den Olifants River wurde er vom Menschen eingesetzt.

## Merkmale
Kap-Buschfische besitzen einen mäßig gestreckten, seitlich abgeflachten Körper und werden 20 bis 26 cm lang. Kopf und Maul sind relativ groß. Auf beiden Kopfseiten finden sich je zwei Nasenöffnungen. Die Kiemendeckel sind beschuppt und im Unterschied zu denen anderer Buschfische am Rand glatt. Das Labyrinthorgan ist recht einfach gebaut. Rücken- und Afterflosse sind langgestreckt, wobei der hartstrahlige Bereich länger ist als der weichstrahlige. Die Bauchflossen sind nicht verlängert, die Schwanzflosse ist abgerundet. Die Seitenlinie ist unterbrochen, der Teil auf dem hinteren Rumpfabschnitt verläuft zwei Schuppenreihen tiefer.
Kap-Buschfische sind olivbraun bis gelblich gefärbt und zeigen eine dunkle Zeichnung. Der Kiemendeckel trägt einen Fleck.

## Lebensweise
Sandelia-Arten kommen vor allem in langsam fließende Gewässer vor, die durch Felsen, Wurzeln oder Pflanzen gegliedert sind. Sie ernähren sich von Insekten, Krebstieren, anderen wirbellosen Tieren und kleinen Fischen. Beide Arten pflanzen sich im südafrikanischen Sommer fort. Die haftenden Eier werden auf ein festes Substrat gelegt, das Brutrevier wird vom Männchen verteidigt.

## Arten
- Sandelia bainsii (Castelnau, 1861)
- Sandelia capensis (Cuvier, 1829)

## Gefährdung
Der Bestand beider Arten ist durch Gewässerverschmutzung und eingeführte Fischarten wie Tilapien, Sonnenbarsche und den Raubwels Clarias gariepinus gefährdet. 